# Rechtssystem (Soziologie)
Das Rechtssystem wird in der Soziologie als eine Erscheinungsform der sozialen Wirklichkeit betrachtet.

## Abgrenzung
Während sich die Rechtswissenschaft (als normative Wissenschaft) vorwiegend mit der geltenden Rechtsordnung befasst, einschließlich ihrer Rechtsgeschichte und der Rechtspolitik (law in the books), erfasst die Rechtssoziologie empirisch die Wechselwirkung von Rechtsordnung und sozialer Wirklichkeit (law in action).
In der soziologischen Systemtheorie gilt das Rechtssystem als ein von anderen sozialen Systemen unabhängiges Ordnungssystem, das aber mit diesen anderen Systemen – wie Politik oder Wirtschaft – in Wechselwirkung steht.
Die Rechtssystematik ist ein Teilgebiet der Rechtswissenschaft.

## Soziologische Theorien über das Rechtssystem
Das Recht als Mittel der sozialen Ordnung ist seit jeher Untersuchungsgegenstand der Staatstheorie.
Die wissenschaftliche Untersuchung von Staat und Gesellschaft begann in der Mitte der 19. Jahrhunderts mit Auguste Comte. Methodisches Vorbild waren die Naturwissenschaften und die Empirie, insbesondere die Evolutionstheorie und der Darwinismus. Diese wurden auf die menschliche Gesellschaft übertragen. Die Gestaltungsmacht des positiven Rechts und sein Einfluss auf die dynamische gesellschaftliche Entwicklung hielt schon Comte angesichts der industriellen Revolution für fragwürdig.

### Historischer Materialismus
Nach Karl Marx’ Theorie vom historischen Materialismus dient das Recht der herrschenden Klasse, der Bourgeoisie als Instrument ihrer kapitalistischen Herrschaft, insbesondere der Garantie ihres Eigentums sowie der ideologischen Behauptung im Klassenkampf. Die Vollendung des Kommunismus und das Absterben des Staates bringen in der Vorstellung Friedrich Engels’ auch die Auflösung des Rechts mit sich. Herrschaft verwirkliche sich dann allein durch die Macht der Vernunft.

### Rationalismus
Max Weber unterschied das Rechtssystem als rationale, legitime Herrschaftsordnung von anderen faktisch wirksamen Verhaltensregeln wie Konvention oder Sitte. Im Unterschied zu Marx ermöglicht nach Weber die Vertragsfreiheit dem einzelnen eine Befreiung von den rechtlichen Schranken seines Standes.
Nach Eugen Ehrlich ist "erste Aufgabe der soziologischen Wissenschaft vom Rechte das Gemeinsame der Rechtsverhältnisse ohne Rücksicht auf die positiven Rechte, die für sie gelten, zusammenzufassen und die Verschiedenheiten nach ihren Ursachen und ihren Wirkungen zu erforschen. Er begründete damit den Rechtspluralismus, der das lebende Recht als "das nicht in Rechtssätzen festgelegte Recht, das aber doch das Leben beherrscht" wissenschaftlich untersucht.

### Institutionentheorie
Die Institutionentheorie betrachtet das Rechtssystem als eine Institution, die dem gesellschaftlichen Selbsterhalt und dem Interessenausgleich dient.
Institutionen waren schon für Herbert Spencer die organhaften, d. h. in Wechselwirkung mit dem Ganzen der Gesellschaft und den Individuen stehenden Teilgliederungen der Gesellschaft, die ihre soziale Struktur bestimmen. Das allen Institutionen der Gesellschaft gemeinsame Ziel ist die Aufrechterhaltung des sozialen Systems insgesamt. Zugleich aber sucht jede Institution primär sich selbst zu erhalten. Spencer unterschied zumindest sechs Arten von Institutionen: familiäre, politisch-staatliche, industriell-ökonomische, religiöse, zeremonielle und professionelle Institutionen. Die organische Vorstellung von der Gesellschaft als eines natürlichen Systems, dessen Glieder arbeits- und funktionsteilig aufeinander bezogen sind, findet sich später in der Systemtheorie des 20. Jahrhunderts wieder. Niklas Luhmann ergänzt in seiner normsoziologischen Theorie der Institution noch den Konsens als Voraussetzung und die Legitimation als Folge und Wirkung einer dauerhaften Institution.
Arnold Gehlen maß dem Rechtssystem als Institution für den Menschen als nicht instinktgebundenem Mängelwesen vor allem stabilisierende Funktion zu. Aus bestimmten menschlichen Grundbedürfnissen, etwa nach Nahrung oder Sexualität entstünden Bräuche und Sitten zu ihrer Befriedigung. Diese würden zu Institutionen im Sinne eines  dauerhaften und geregelten sozialen Handelns mit Eigengesetzlichkeit weiterentwickelt, beispielsweise der Ehe in ihrer Eigenschaft als Haushalts- und Lebensgemeinschaft.
Helmut Schelsky erkennt die anthropologische Funktion der Institutionen in der rationalen Regelung und Gestaltung sozialer Beziehungen durch freies und bewusstes Zweckhandeln.
Zwischen biologischen Antrieben und Bedürfnissen einerseits und den Formen und Institutionen sozialen Handelns andererseits ist jedoch keine eindeutige Kausalbeziehung zu ermitteln. Die Hervorbringung sekundärer Bedürfnisse durch die Institutionen selbst schließt es vielmehr aus, die beobachtbaren Institutionen unmittelbar biologischen Bedürfnissen zuzuordnen. Zudem befriedigt jede Institution zugleich mehrere Bedürfnisse  und jedes Bedürfnis kann seine Befriedigung in mehreren Institutionen finden. So dient die Ehe neben der Haushalts- und Lebensgemeinschaft der Eheleute auch der Kindererziehung (Bedürfnissynthese der Institution). Ebenso kann man sich in einem Restaurant ernähren oder die Kinder in einem Internat erziehen lassen (funktionale Äquivalenz der Institutionen).

#### Institutionelles Rechtsdenken
Die soziologische Institutionenlehre ist vom  institutionellen Rechtsdenken, wie es von Friedrich Carl von Savigny im 19. Jahrhundert begründet wurde, zu unterscheiden.
Für Savigny bedeutete das Rechtsinstitut den Zusammenschluss miteinander verwandter Rechtssätze zu höheren Systemeinheiten, z. B. zu den Instituten Ehe, Verwandtschaft oder Eigentum. Das Rechtsinstitut stellte ein Mittelglied zwischen dem einzelnen Rechtssatz und dem Ganzen der Rechtsordnung dar, die Savigny als ein organisch gewachsenes System von Institutionen im Sinne der Historischen Rechtsschule verstand.
Die Institutionen bilden danach die Bausteine der Gesellschaft, die zum größeren Teil schon vorhanden sind und darum in Rechnung gestellt werden müssen, die aber für bestimmte Zwecke auch neu entworfen werden können. Durch Rechtsnormen lassen sich Institutionen begründen, erhalten, verändern oder zerstören. Ob das eine oder das andere geschehen soll, hängt davon ab, wie ihre Leistungen für die Mitglieder des größeren, umfassenderen Systems, des Rechtssystems, bewertet werden.
Aus dieser Form des Rechtspositivismus entwickelte Hans Kelsen zu Beginn des 20. Jahrhunderts die Reine Rechtslehre.
Über die rein deskriptive Funktion hinaus werden Rechtsinstitute auch methodisch zur Entwicklung neuer Rechtsregeln aus der Natur der Sache herangezogen, insbesondere bei der richterlichen Rechtsfortbildung.
Ein überpositives Institutionenverständnis wie etwa bei Carl Schmitt, mit dessen Hilfe die Juristen in der Zeit des Dritten Reiches in die Institutionen hineinlegten, was ihren politischen Vorstellungen entsprach, gab die Rechtsordnung staatlichem und ideologischem Belieben preis.

### Systemtheorie
In der Systemtheorie bzw. im Funktionalismus werden alle Teile der Gesellschaft als (Sub-)Systeme aufgefasst. Das Rechtssystem steht in wechselseitigem „Kontakt“ zu anderen Systemen wie Politik, Wirtschaft, Erziehung oder Gesundheit und erhält von diesen Inputs, z. B. in Form von Fällen für die Gerichte. Es strahlt zugleich in Form von Urteilen (Output) auf diese anderen Systeme zurück.
Insbesondere Niklas Luhmann hat grundlegende systemtheoretische Arbeiten zum Recht veröffentlicht. Nach Luhmanns Auffassung besteht das Recht als gesellschaftliches Subsystem aus selbstreferenzieller Kommunikation, die sich ihrer spezifischen Funktion entsprechend auf den binären Code Recht – Unrecht bezieht. Auch das Rechtssystem wird durch seine Umwelt beeinflusst, d. h. die handelnden Personen wie Richter oder Rechtsanwälte. Diese Betrachtung hat Gunther Teubner im Begriff des Rechts als autopoietisches System zusammengefasst und auf ausländische Rechtssysteme erweitert.
Das Rechtssystem ist jedoch nicht autonom, sondern eingebettet in die politischen Herrschaftsverhältnisse und wird durch diese gestaltet. Wesentliches Gestaltungsinstrument ist die Planung.
Der französische Soziologe Pierre Bourdieu versteht die soziale Realität als eine Korrelation zwischen sozialem Feld und Habitus, ähnlich wie Niklas Luhmann zwischen System und Umwelt unterscheidet. Habitus verhält sich zu Feld wie Umwelt zu System. Beide Begriffspaare ersetzen den Dualismus von Individuen und Gesellschaft. Bislang finden sich allerdings keine Hinweise, dass Bourdieu eine eigene Theorie des Rechts entwickelt hätte,  obwohl sich aus seinem Theoriegebäude durchaus neue Erkenntnisse über das Recht, seine Institutionen und Akteure ergeben könnten.

### Rechtssystem und Globalisierung
Die neuzeitliche Rechtsentwicklung wurde maßgeblich durch die Interessen der Wirtschaft geprägt, zunächst mit dem Bedarf nach Vertragsfreiheit und zuverlässiger Rechtsdurchsetzung und später vor allem durch die Notwendigkeit der Anpassung aller anderen Sozialsysteme wie des Bildungssektors oder des Arbeitsmarkts an die wirtschaftliche Entwicklung, mehr und mehr auch die Regulierung und Stabilisierung dieser Entwicklung selbst, etwa durch das Hartz-Konzept. Alle Versuche, den Primat der Politik über das Recht wiederherzustellen, hält Luhmann für verfehlt.
Dieser Befund wird durch die Globalisierung noch verschärft.
Mit der Dekonstruktion nationaler Rechtssysteme durch übernational agierende Systeme, insbesondere die globalisierte Wirtschaft, die die traditionelle Normenhierarchie politisch-staatlichen Rechts dadurch zerstört, dass sie nicht-staatliche Normen eines globalen Rechts ohne nationalstaatliche oder völkerrechtliche Institutionalisierung hervorbringt, befassen sich beispielsweise die Critical legal studies, die Ökonomische Analyse des Rechts oder bestimmte Governance-Modelle. Bezeichnungen für derartige Rechtssysteme sind etwa „polykontextural“ oder „hybride“.
Diese globale Entwicklung bewirkt auch eine neue Diskussion der materialistischen Rechtstheorie.